# Jeferson Santos
Jeferson Silva dos Santos, hay Jeferson Bahia hay chỉ Jeferson (sinh ngày 28 tháng 5 năm 1992) là một cầu thủ bóng đá người Brasil thi đấu cho Varzim.

## Sự nghiệp câu lạc bộ
Anh ra mắt chuyên nghiệp tại Giải bóng đá hạng nhất quốc gia Bồ Đào Nha cho Varzim vào ngày 6 tháng 8 năm 2016 trong trận đấu trước Gil Vicente.